# Lazi
Lazi è una municipalità di quinta classe delle Filippine, situata nella Provincia di Siquijor, nella regione di Visayas Centrale.
Lazi è formata da 18 baranggay:
- Campalanas
- Cangclaran
- Cangomantong
- Capalasanan
- Catamboan (Pob.)
- Gabayan
- Kimba
- Kinamandagan
- Lower Cabangcalan
- Nagerong
- Po-o
- Simacolong
- Tagmanocan
- Talayong
- Tigbawan (Pob.)
- Tignao
- Upper Cabangcalan
- Ytaya